# A priori nyelvek
Az a priori nyelvek olyan mesterséges nyelvek, amelyek nem a természetes nyelvek szerkezetére és elemeire épülnek, a nyelvek filozófiai illetve logikai alapokra épülnek. Alapgondolatuk: „létezik egy nyelv előtti gondolkodás, és a jelentés elsődleges a nyelvvel szemben.”
Ilyen nyelv például a Klingon, vagy a Tolkien regényekben használt mesterséges nyelvek.

## Fajtái

### lexiko-centrikus modellek (fogalom osztályozó rendszerek)
- Raimundus Lullus (Ramón Llull): Ars generalis ultima, 1308 – 100 fogalomból álló paszigráfia
- George Dalgarno: Ars signorum vulgo character universalis et lingua philosophica qua poterunt homines diversissimorum idiomatum…, 1661
- John Wilkins: An Essay towards a real character and Philosopical Language, with an alphabetical Dictionary, 1668
- G. W. Leibnitz: Opera omnia, 1768
- Ward P. Forster: Ro, 1908
- Moubar Agapoff: Unilingua, 1965

### grammatiko-centrikus modellek (racionális-logikai struktúrák)
- Robert N. Yetter: lalortel, 1959
- Hans Freudenthal: lincos, 1960
- James Cooke Brown: loglan, 1960
- Fuishiki Okamoto: babm, 1962